# Pyotr Kolodin
Pyotr Ivanovich Kolodin (em russo:  Пётр Иванович Колодин; 23 de setembro de 1930 - 4 de fevereiro de 2021) foi um cosmonauta da União Soviética. Apesar dele ter se aposentado em 1983 sem jamais ter voado, Kolodin serviu em várias atribuições não relacionadas com o voo espacial.

## Biografia
Kolodin nasceu em Novovasilyevka, União Soviética (hoje localizado no Oblast de Zaporíjia, Ucrânia). Em 1959 ele se formou na Academia Militar de Engenharia e Radioengenharia com uma medalha de ouro. Ele então tornou-se oficial engenheiro nas Forças Armadas da União Soviética até ser selecionado como cosmonauta.
Ele foi selecionado como cosmonauta no grupo TsPK 2 em 1963. Ele começou a treinar em janeiro de 1963 e completou seu treinamento em janeiro de 1966. Após isso, ele serviu como reserva na Voskhod 2, Soyuz 5, Soyuz 7, Soyuz 11 e Soyuz 12. Ele treinou como engenheiro experimental para a Soyuz 11, que viria a ser a primeira nave a acoplar com a Salyut 1 de forma bem sucedida, mas a tripulação foi substituída quando ocorreu a suspeita de que Valeri Kubasov tivesse contraído tuberculose. A tripulação que os substituiu faleceu devido a despressurização da cabine antes da reentrada.
Posteriormente Kolodin trabalhou como controlador de voo até sua aposentadoria em 20 de abril de 1983. Ele era casado e tinha um filho.